# Кармайкл, Джон
Джо́н Уи́лсон Ка́рмайкл (англ. John Wilson Carmichael, известен также как Джеймс Уилсон Кармайкл англ. James Wilson Carmichael; 9 января 1800, Ньюкасл-апон-Тайн — 2 мая 1868, Скарборо) — британский живописец-маринист, акварелист, иллюстратор, военный корреспондент на Балтийском театре военных действий во время Крымской войны.

## Биография
Джон Уилсон Кармайкл — родился в 1800 году на северо-востоке Англии в городе Ньюкасл-апон-Тайн. Кармайкл был старшим ребёнком в семье корабельного плотника Уильяма Кармайкла.
Во время войны за независимость Испании служил юнгой в Королевском военно-морском флоте, где проявил способности к рисованию.
По окончании войны в 1814 году Кармайкл возвращается в Ньюкасл и поступает учеником чертёжника на кораблестроительные верфи реки Тайн. Будучи прекрасным рисовальщиком, Кармайкл, после знакомства с пейзажистом Томасом Майлзом Ричардсоном (старшим), который стал его другом и наставником, полностью посвящает себя живописи. Знания, полученные художником на кораблестроительной верфи, пригодились Кармайклу во всём последующем творчестве — суда, изображённые на его картинах, написаны с особой точностью и вниманием к деталям.
Впервые картины Кармайкла были выставлены в Нортамберлендском Институте поощрения художеств в 1825 году. В 1840 году Кармайкл переезжает в Брайтон, а затем в Лондон. Работы Кармайкла неоднократно выставлялись на летних выставках Королевской академии художеств с 1835 по 1859 год и в Британском Институте поощрения художеств под патронажем Её Величества с 1846 по 1862 год.
C 1854 года Кармайкл работает в первой в мире иллюстрированной газете «The Illustrated London News». Во время Крымской войны, по заданию редакции участвует в военных компаниях Королевского военно-морского флота в Балтийском море в 1854 и 1855 году. В августе 1855 года стал свидетелем бомбардировки объединенным англо-французским флотом российской крепости Свеаборг, после чего написал одноимённую картину (хранится в Национальном морском музее в Лондоне).
Искусство Кармайкла не ограничивалось только рисованием, им написаны две книги о технике живописи: «The Art of Marine Painting in Water Colours», (1859) и «The Art of Marine Painting in Oil Colours», (1864).
В 1862 году, потрясённый ранней смертью сына, Кармайкл бросает занятие живописью и переезжает в Скарборо, Северный Йоркшир, где живёт до самой смерти в 1868 году.

## Интересные факты
- По некоторым сведениям[13] Кармайкл в 1831—1836 годах участвовал в экспедиции Чарльза Дарвина на бриге «Бигль».
- Первым приобретением Королевской художественной коллекции, существующей с начала XVII века и формально не принадлежащей королевской семье, после вступления на престол Королевы Великобритании Елизаветы II, была картина Джона Уилсона Кармайкла «Преследование»[14].

## Галерея работ
- «Корабли „Эребус“ и „Террор“ в Антарктике», (1847), холст, масло — Национальный морской музей, Гринвич, Лондон
- «Бомбардировка крепости Свеаборг 9 августа 1855 года», (1855), холст, масло — Национальный морской музей, Гринвич, Лондон
- «Разведывательный корабль „Мерлин“ избегает гибели от взрыва двух русских мин около крепости Свеаборг в начале августа 1855 года», (1855), карандаш, акварель — частное собрание
- «Бомбардировка Севастополя», (1855), холст, масло — Королевский военный госпиталь Челси, Лондон
- «У голландского побережья», (1858), холст, масло — частное собрание
- «Плавание мористее Сихама», (1843), холст, масло — частное собрание
- «Посёлок Каллеркотс с юга», (1845), картон, масло — частное собрание
- «Строительство парохода „Грейт Истерн“», (1857), бумага, акварель — Национальный морской музей, Гринвич, Лондон
- «Корабли „Эребус“ и „Террор“ в Новой Зеландии в августе 1841 года», (около 1847), холст, масло — Национальный морской музей, Гринвич, Лондон
- «Торговое судно „Изабелла“ в море», (около 1820), холст, масло — Национальный морской музей, Гринвич, Лондон